# CoA-disolfuro reduttasi
La CoA-disolfuro reduttasi è un enzima appartenente alla classe delle ossidoreduttasi, che catalizza la seguente reazione:
2 CoA + NAD(P)+ ⇄ CoA-disolfuro + NAD(P)H + H+
L'enzima è una flavoproteina differente dalla cistina reduttasi, dalla glutatione-disolfuro reduttasi o dalla bis-gamma-glutamilcistina reduttasi. Mentre l'enzima presente in Staphylococcus aureus presenta una notevole preferenza per il NADPH, quello dell'archeobatterio Pyrococcus horikoshii può usare efficientemente sia NADH che NADPH.